# Dik Boutkan
Dirk (Dik) Boutkan (Amsterdam, 29 maart 1950 – aldaar, 29 januari 2024) was een Nederlands acteur.
Hij was zoon van Maria Francina Roelofs en bakker/kok Louis Boutkan, wonende aan de Jan van Galenstraat; in 1951 verhuisde het gezin naar de Vondelstraat 75; in 1960 naar het Dudok de Withof 14, Slotermeer. Hijzelf bleef ongehuwd.
Hij zag zichzelf in eerste instantie als danser, maar wist zich toe te leggen op een combinatie van toneel en dans, de mime. Hij kreeg daarin in de jaren zeventig les. Tijdens die opleiding leerde hij Marien Jongewaard en Rob de Graaf kennen. Zij noemden hun troep naar Nieuw West naar de wijk waarin ze opgroeiden. Nieuw West was geen “gewoon” theatergezelschap. Een van hun eerste programma’s Petra werd opgedragen aan Cor van Eesteren, die al de buurten in die wijk op zijn tekentafel had gehad in zijn Algemeen Uitbreidingsplan {UAP). Broer René Boutkan speelde ook wel eens mee.
Hun programma Below zero was erop geënt dat het publiek dermate getreiterd en gepest werd, dat die de zaal verliet; de voorstelling eindigde zodra de laatste toeschouwer vertrokken was. Het werd tegelijkertijd omschreven als avant garde, ontregelend en anarchistisch, de inspiratie haalden ze uit de Fluxusbeweging en beeldende kunst. In 1990 werd hun verise/voorstelling Pygmalion naar George Bernard Shaw onderscheiden met de VSCD-prijs voor mime.
In de jaren negentig stapte Boutkan uit Nieuw West en werd langzaam vervangen door Cas Enklaar.
In later tijdstip sloot hij zich wel aan bij "Stichting Ze doen was ze kunnen" met Martin van Poppel, Toneelgroep Amsterdam en Toneelgroep Caroussel. Collega Dic van Duin herinnerde dat Boutkan zeer indrukwekkend en zaalvullend optrad terwijl zijn rol een zwijgende was. Hij was minstens twee keer in een film te zien: Vals Licht uit 1993 van Theo van Gogh en Majakovski/Oktober van De Warme Winkel. Hij had ook een rolletje in Flikken Maastricht (seizoen 5).
Tegenover het ontregelende stond een amicale houding als jarenlange docent in mime, onder andere van Christine van Stralen.
Zij hobby was (zichzelf) fotograferen, ook de kennissenkring werd uitgebreid op foto vastgelegd, al dan niet zijn eigen woningmuren sierend.
Dik Boutkan overleed in 2024 op 73-jarige leeftijd.
- International Standard Name Identifier: 0000 0003 9242 8540
- Nederlandse Thesaurus van Auteursnamen: 168652013
- Virtual International Authority File: 286457993